# عمر نیشانی
عمر نیشانی (انگلیسی: Omer Nishani؛ ۵ فوریه ۱۸۸۷ – ۲۶ مه ۱۹۵۴) یک سیاست‌مدار اهل آلبانی بود.